# Jusein Ismailov
Jusein Ismailov –en ruso, Хусейн Исмаилов– es un deportista soviético que compitió en esgrima, especialista en la modalidad de sable. Ganó una medalla de oro en el Campeonato Mundial de Esgrima de 1983 en la prueba por equipos.

## Palmarés internacional
| Campeonato Mundial | Campeonato Mundial | Campeonato Mundial | Campeonato Mundial |
| Año                | Lugar              | Medalla            | Prueba             |
| ------------------ | ------------------ | ------------------ | ------------------ |
| 1983               | Viena (Austria)    | Medalla de oro     | Sable por equipos  |